# みなみけのみなきけ
『みなみけのみなきけ』は、テレビアニメ作品『みなみけシリーズ』の関連番組としてアニメイトTVにて2007年9月28日から2008年5月30日まで配信されていたインターネットラジオ番組、またそれを題材にしたDJCDのタイトルである。略称は『みなきけ』。また、アニメ第3期「みなみけ おかえり」により、以前のラジオ公式サイトにて、2009年1月から『みなきけ おかえり』として放送が再開された。
2012年10月より、翌年早春からのアニメ第4期開始を控えて、『みなみけのみなきけ おさらい』が、アニメイトTVでのネット配信に加えて、東海ラジオ、KBS京都、RKBラジオにて放送。
2013年1月のアニメ第4期放送開始に合わせて、『みなみけのみなきけ ただいま』に番組名を変えて3月まで放送された。

## 概要
- 配信期間
  - みなみけのみなきけ
2007年9月28日 - 2008年7月31日
  - みなきけ おかえり
2009年1月9日 - 2009年9月30日
  - みなみけのみなきけ おさらい
2012年10月7日 - 2012年12月30日
  - みなみけのみなきけ ただいま
2013年1月6日 - 2013年3月31日
- パーソナリティ：佐藤利奈（南春香役）、井上麻里奈（南夏奈役）、茅原実里（南千秋役）

## 特徴
毎回、1人以上で何かモノをイジりながらのトークで、いきなり番組が開始する。数分後、ドアを開ける効果音と共に、「ただいま」などと口にしながら残りのパーソナリティがブースに入り、番組が本格的に開始する。家にリスナーを招くという設定で、メールを読むときはリスナーを「お客さま」と言い、リスナーの名前を紹介してから「いらっしゃいませ！」と挨拶する。「いらっしゃいませ！」というのはお約束なので、リスナーから「いらっしゃいました」などの返しがつく事も度々あった。本編に合わせてかなり自由でのんびりとした番組だった。なお、パーソナリティをつとめる井上麻里奈や茅原実里も、自由に番組運営をしている旨を述べている
。
収録時には毎回お菓子が用意されていて、ほかにもおもちゃなど様々なものがスタジオ内に増えてゆき、時には枕が用意されていたこともあった
。
スポンサーがいないためCMが放送されないが

、代わりとしてミニドラマが放送された。アニラジでは恒例の番組の略称、番組独自の挨拶などは相談したり、リスナーから募集しての決定ではない。原則2本録り（1本録りの時もある）
2012年10月から年内いっぱい放送された『みなみけのみなきけ おさらい』の終盤までは、従来のスタイルではなく、三姉妹のうちの1人がホスト役をつとめ、他の2人は出演せずにゲストを迎えというスタイルで、前作までの思い出などを語るという構成になっていた（「放送リスト」の節内の「みなみけのみなきけ おさらい」の節を参照）。その後2013年1月からは、アニメ第4期放送に合わせて、三姉妹がパーソナリティを務める従来どおりのスタイルに戻っている。

## コーナー
茶の間からみなきけ
ふつおたを読むコーナー。
キッチンからみなきけ
キッチンでの失敗談や独創的料理を紹介するコーナー。
実際に料理を作ることもあった。
窓辺からみなきけ
チアキのてるてる坊主に習って、リスナーから寄せられた悩み事トラブルなどを効果的と思われるコスプレを提案して解決するコーナー。
風呂場からみなきけ
お風呂の便利グッズやお風呂場での失敗談などを紹介するコーナー。
ランドセルからみなきけ
チアキのように急所を抉るような絶妙なあだ名を物やある状態や人などにつけていくコーナー。
このコーナーから、佐藤利奈は「うり姉」、井上麻里奈は「ポニー」、茅原実里は「ハラさん」また、かわいく呼びたいときは「ハラたん」というあだ名となった。
みなきけから皆書け、そして皆読め
パーソナリティの3人が「うりポたん」のペンネームで交換日記風にマンガを描いていくコーナー。
井上→茅原→佐藤の順で描く。「うりポたん」とは3人のあだ名から。
本棚からみなきけ
リスナーから送られたなぞなぞにパーソナリティが答えるコーナー。
ベランダからみなきけ
タンスからみなきけ
制服や水着など着るものに関するメールを紹介するコーナー。
押入れからみなきけ
後ろからみなきけ
リスナーがおすすめのホラー映画を紹介するコーナー。
天使と悪魔にみなきけ
みなさんの悩みに、3姉妹がズバッと決断するコーナー。
電話からみなきけ
いわゆる告知のコーナー。
その回の担当者が架空のだれかに電話し雑談を交えながら宣伝する。
演技が行き過ぎて、コーナーとは別に告知を強いられた回もあった。
ベッドからみなみけ
最後に行われるメール募集。

## みなきけ用語
- うり姉
  - 佐藤利奈（南春香役）のニックネーム。「みなみけのみなきけ」第1回『みなきけ三姉妹』で命名。その後使われなくなったが、「みなきけ おかえり」第3回『誕生の日』で再び使われた。
- ポニー
  - 井上麻里奈（南夏奈役）のニックネーム。「みなみけのみなきけ」第1回『みなきけ三姉妹』で命名。
- ハラたん
  - 茅原実里（南千秋役）のニックネーム。「みなみけのみなきけ」第1回『みなきけ三姉妹』で命名。
- うりポたん
  - うり姉・ポニー・ハラたんの3人のニックネームを合同した架空のペンネーム。
- 先生と二宮くん
  - 元々はみなみけ内のテレビの中で密かに続いていた劇中劇を実際に漫画にしようという企画から始まった漫画。パーソナリティの3人が交代交代で"うりポたん"のペンネームで執筆する。全8話。3つに分けてDJCDの初回版に収録された。
- ひがしけ
  - 「みなきけ おかえり」で行われた交換漫画。「ひがしけ」といっておきながら本編よりも派生作に力が入っていて、茅原は最後まで本編を書くことは無かった。「フジオカくんとオカダさん」や「くまたん戦士ホイップちゃん」が誕生した。今回も3つに分けてDJCDの初回版に収録された。
- みなきけバンバン
  - みなきけパーソナリティが誕生日の際には必ず歌われる曲。様々なバージョンが作成された（#出来事を参照）。歌詞の最後ではDear***（***は名前）と繰り返して歌う。（例：Dear麻里奈、Dear麻里奈、Dear麻里奈麻里奈、麻里奈 …みなきけ おかえり第3回『誕生の日』より）
- ふじおか式ボイスレコーダー
  - ふじおか（ぬいぐるみ）の形をしたボイスレコーダーで、パーソナリティの1人が旅に行っている間、その1人の録音しておいた声を再生してくれる（という設定）。声のシークを何度もリピートされるなど、弄られるのがお約束。コメントやHPトップ写真から、ノートPCにインストールされているソフトウエアサンプラーを、MIDIキーボードで制御する形で発声していると思われる。
- みなきけにゃん♪
  - 「みなみけのみなきけ」第27回『コンピューターおねえちゃん』で命名。数字を指定する遊びのこと。
- inして〜る
  - 主にキッチンからみなきけで使われる。様々な用途がある素敵な言葉。初登場は電話からみなきけの井上麻里奈のアドリブから。
- ハッ！！ダブルプレー
  - ラジオを2本録りで行うこと。
- 経験値速上々↑↑
  - 「みなみけ おかえり」のオープニング曲。電話からみなきけでよく宣伝されるが、”けいけんちそくじょうちょう””けいけんちそくじょうしょう”等読み間違えることが多かった。

## 放送リスト

### みなみけのみなきけ
| 放送回   | 配信日                            | サブタイトル                                           |
| -------- | --------------------------------- | ------------------------------------------------------ |
| 第01回   | 2007年9月28日 2008年6月6日（再）  | 『みなきけ三姉妹』                                     |
| 第02回   | 2007年10月5日                     | 『私の彼はワインレッド』                               |
| 第03回   | 2007年10月12日                    | 『いけないラヴ（ウに点々）』                           |
| 第04回   | 2007年10月19日                    | 『実はみんなにウソをついていて…』                      |
| 第05回   | 2007年10月26日                    | 『待て、工夫をするな! フルー○ェはこれが完成された形…』 |
| 第06回   | 2007年11月2日                     | 『新連載・先生と二宮くん』                             |
| 第07回   | 2007年11月9日                     | 『出前を取ろうよ』                                     |
| 第08回   | 2007年11月16日                    | 『早い、早い! キスシーンは早い!!』                     |
| 第09回   | 2007年11月22日                    | 『ハラたん誕生』                                       |
| 第10回   | 2007年11月30日                    | 『恐怖と無意識な色っぽさ（?）』                        |
| 第11回   | 2007年12月7日                     | 『神の技は実際にできるのか?』                          |
| 第12回   | 2007年12月14日                    | 『三姉妹勢力図』                                       |
| 第13回   | 2007年12月21日                    | 『Merry Christmas, Minakike Listeners』                |
| 第14回   | 2007年12月28日                    | 『12月31日、23時30分生放送（仮）』                     |
| 第15回   | 2008年1月11日                     | 『みなき家からみなきけ』                               |
| 第16回   | 2008年1月18日                     | 『誕生日会 〜おかわり〜』                              |
| 第17回   | 2008年1月25日 2008年6月13日（再） | 『HAPPY☆MYらいふでココロ晴れマーク』                   |
| 第18回   | 2008年2月1日                      | 『SONくん』                                            |
| 第19回   | 2008年2月8日                      | 『愛が生まれるバレンタイン』                           |
| 第20回   | 2008年2月15日                     | 『ももぱん』                                           |
| 第21回   | 2008年2月22日                     | 『大草原の小さな南家』                                 |
| 第22回   | 2008年2月29日                     | 『ついに完成!? 交換マンガ「先生と二宮くん」第1巻』     |
| 第23回   | 2008年3月7日                      | 『かっ』                                               |
| 第24回   | 2008年3月14日                     | 『ロマンスノツバサ』                                   |
| 第25回   | 2008年3月21日                     | 『ベースボールとエルコンドル』                         |
| 第26回   | 2008年3月28日 2008年6月20日（再） | 『ネバーエンディング・ビューティフル・ストーリー』     |
| 第27回   | 2008年4月4日                      | 『コンピューターおねえちゃん』                         |
| 第28回   | 2008年4月11日                     | 『free flower』                                        |
| 第29回   | 2008年4月18日                     | 『MANGAを描こう! 〜内田の野望〜』                      |
| 第30回   | 2008年4月25日                     | 『飛び魚とバタフライ』                                 |
| 第31回   | 2008年5月2日                      | 『今日は5/2』                                          |
| 第32回   | 2008年5月9日                      | 『O・K・I・N・A・W・A Let's go!』                      |
| 第33回   | 2008年5月16日                     | 『そして姉は途方に暮れる』                             |
| 第34回   | 2008年5月23日                     | 『仮面の女』                                           |
| 第35回   | 2008年5月30日                     | 『微笑みサンセット』                                   |
| 第35.5回 | 2008年5月30日 2008年6月27日（再） | 『暮れ際のラストボイス』                               |

### みなきけ おかえり
| 放送回 | 配信日                            | サブタイトル                                     |
| ------ | --------------------------------- | ------------------------------------------------ |
| 第01回 | 2009年1月9日 2009年8月7日（再）   | 『みなきけ ただいま』                            |
| 第02回 | 2009年1月16日                     | 『うりポたん先生、今後を考える』                 |
| 第03回 | 2009年1月23日                     | 『誕生の日』                                     |
| 第04回 | 2009年1月30日                     | 『しょうがが！ しょうががが！』                  |
| 第05回 | 2009年2月6日                      | 『ニセモノじゃない、ホンモノのフレンズが来たよ』 |
| 第06回 | 2009年2月13日                     | 『バレンタインからみなきけ』                     |
| 第07回 | 2009年2月20日                     | 『るすばんはらたん』                             |
| 第08回 | 2009年2月27日                     | 『マココノコ』                                   |
| 第09回 | 2009年3月6日                      | 『お洒落番長やり手のツボ』                       |
| 第10回 | 2009年3月13日                     | 『さしかためなさいよ』                           |
| 第11回 | 2009年3月19日                     | 『妖精が』                                       |
| 第12回 | 2009年3月27日                     | 『香辛料がやだもんカルダモン』                   |
| 第13回 | 2009年4月3日                      | 『Welcome home. minakike』                       |
| 第14回 | 2009年4月10日                     | 『果たし状』                                     |
| 第15回 | 2009年4月17日                     | 『フジオカくんとオカダさん』                     |
| 第16回 | 2009年4月24日                     | 『374、1031、3105』                              |
| 第17回 | 2009年5月1日                      | 『明日の5/2』                                    |
| 第18回 | 2009年5月8日                      | 『みなきけ おやすみ？』                          |
| 第19回 | 2009年5月15日                     | 『みなほれ みなおせ！』                          |
| 第20回 | 2009年5月22日                     | 『炭酸でも混ぜないとやってられない』             |
| 第21回 | 2009年5月29日 2009年8月14日（再） | 『あの店のアイス』                               |
| 第22回 | 2009年6月5日                      | 『帰ってきた、後ろからみなきけ』                 |
| 第23回 | 2009年6月12日                     | 『夜会巻いて!!』                                 |
| 第24回 | 2009年6月19日                     | 『マジックバルーンは140Q』                       |
| 第25回 | 2009年6月26日 2009年8月21日（再） | 『熊でクマな…!?』                                |
| 第26回 | 2009年7月3日                      | 『いりぎす の みくらる』                         |
| 第27回 | 2009年7月10日                     | 『南家マグニチュード3.0姉妹』                    |
| 第28回 | 2009年7月17日                     | 『Re:さしかためなさいよ』                        |
| 第29回 | 2009年7月24日                     | 『自覚あるんだ…』                                |
| 第30回 | 2009年7月31日                     | 『…みなきけ おやすみ』                           |

### みなみけのみなきけ おさらい
| 放送回 | 放送日         | サブタイトル                                                | パーソナリティ               |
| ------ | -------------- | ----------------------------------------------------------- | ---------------------------- |
| 第01回 | 2012年10月7日  | 『また始まるよ！ みなきけも！』                             | 佐藤利奈                     |
| 第02回 | 2012年10月14日 | 『そうか、こういうことだったのか！（笑）』                  | 佐藤利奈                     |
| 第03回 | 2012年10月21日 | 『プレーンヨーグルトじゃないと思うけど・・・』              | 佐藤利奈                     |
| 第04回 | 2012年10月28日 | 『この時間の卵かけご飯はヤバイよね〜（笑）』                | 佐藤利奈                     |
| 第05回 | 2012年11月4日  | 『待て！フルー○ェはこれが完成された形、工夫をするな! 2012』 | 茅原実里                     |
| 第06回 | 2012年11月11日 | 『人生初の・・・が『先生』で・・・』                        | 茅原実里                     |
| 第07回 | 2012年11月18日 | 『みんな一緒にみなきけバンバン』                            | 茅原実里                     |
| 第08回 | 2012年11月25日 | 『“持ってる”オンナ』                                        | 茅原実里                     |
| 第09回 | 2012年12月2日  | 『さしかため経験値上昇中！』                                | 井上麻里奈                   |
| 第10回 | 2012年12月9日  | 『一人○○の境界は？』                                        | 井上麻里奈                   |
| 第11回 | 2012年12月16日 | 『「ファルコン！」「…え、ファルコン？」』                   | 佐藤利奈 茅原実里            |
| 第12回 | 2012年12月23日 | 『あの店のチキン』                                          | 佐藤利奈 茅原実里            |
| 第13回 | 2012年12月30日 | 『ただいま！』                                              | 佐藤利奈 井上麻里奈 茅原実里 |

### みなみけのみなきけ ただいま
| 放送回 | 配信日        | サブタイトル                                                     |
| ------ | ------------- | ---------------------------------------------------------------- |
| 第01回 | 2013年1月6日  | 『新春のはじまり、みなきけのはじまり』                           |
| 第02回 | 2013年1月13日 | 『しゅるるるとじゃじゃじゃん』                                   |
| 第03回 | 2013年1月20日 | 『きのことたけのこ』                                             |
| 第04回 | 2013年1月27日 | 『観光大使ハラたん？』                                           |
| 第05回 | 2013年2月3日  | 『今年は『南、南、南』、、、ではなく『南、南、東』だそうです。』 |
| 第06回 | 2013年2月10日 | 『チョコとアイツは恋ができない？』                               |
| 第07回 | 2013年2月17日 | 『3姉妹合同誕生会』                                              |
| 第08回 | 2013年2月24日 | 『人を選ばないよ、みなみけは!』                                  |
| 第09回 | 2013年3月3日  | 『目玉焼きには何だ？ ○○でしょ！』                                |
| 第10回 | 2013年3月10日 | 『トークとパズルもクロスする？』                                 |
| 第11回 | 2013年3月17日 | 『「あ、ごちゃまぜ!？」「それ、言葉!」』                         |
| 第12回 | 2013年3月24日 | 『ナンか全部、洒落に聞こえる…」｢ナンでー?｣』                     |
| 第13回 | 2013年3月31日 | 『センスとか問わない、みんなが楽しく食べられればいい!｣』         |

## 出来事

### みなみけのみなきけ（出来事）
- 第3回 オープニング・エンディングテーマ曲が流れ、タイトルコール後の「このラジオは南家3姉妹の平凡な日常を淡々と描くものです。過度な期待はしないでください。ボリュームを最適にしてパソコンから1m離れて聞きやがれ。」というチアキのセリフがつく。
- 第6回 「先生と二宮くん」連載開始。
- 第7回 出前をとった。しかし、収録中には届かなかった。エンディングテーマ曲が公式の「微笑みサンセット」となる。
- 第8回 前回の出前を食べながら進行。
- 第9回 茅原の誕生日を祝いながら進行。オリジナルバースデーソングが好評。
- 第10回 ホラー映画「ディセント」を見ながらの進行。「みなみけのみなきけ〜後ろからみなきけバージョン〜」と称された。
- 第16回 井上の誕生日を祝いながら進行。今回もオリジナルバースデーソングが茅原のギターによる伴奏つきで歌われた。
- 第17回 オープニング・エンディングテーマ曲が新たに「HAPPY☆MYらいふ」、「ココロ晴れマーク」となる。
- 第19回・第20回 井上が休みでゲストが出演した。
- 第21回・第22回 茅原が休みになり、佐藤と井上の2人で番組を進行した。
- 第23回 カクテルを作り、飲みながらの進行。ランドセルからみなきけのコーナーでオリジナルバースデーソングが「みなきけバンバン」というタイトルに決定。
- 第26回 「先生と二宮くん」連載終了。茅原の回であった。また、アニメもマンガ「先生と二宮くん」も終了し今後についての話題(台本による芝居)となり、佐藤の誕生日会までは番組を続行すると発表した。
- 第29回・第30回 井上が休みとなり第29回はゲスト出演、第30回は佐藤と茅原での進行となった。
- 第31回 佐藤の誕生日を祝いながらの進行。おなじみ「みなきけバンバン」は茅原のギター、井上のキーボードの伴奏つきで演奏された。かなり低速であった。
- 第33回 佐藤が途中参加。この回はスタジオにカレー味のものだらけで、佐藤に食べさせた。
- 第35回 最終回に保坂役の小野がかつおぶしを持ってゲスト出演。茅原は小野に人見知りしている。井上の「閉鎖空間」という言葉に小野が猛烈に反応。電話からみなきけコーナー終了後に三姉妹が退場し小野大輔がしめたがラストのエンディングは偽エンディングというオチで終わった。
- 第35.5回 本当のエンディングが収録。配信時のサイトに隠されていた。

### みなきけ おかえり（出来事）
- 第1回・第2回 茅原が休み。
- 第3回・第4回 佐藤が休み。第3回は井上の誕生日を祝いながら進行。オリジナル漫画第2弾のタイトルが『ひがしけ』に決定。
- 第5回・第6回 茅原が休み。第5回に「今日の5の2」より小林がゲスト出演。本番中に佐藤・井上の似顔絵を書いたがアメーバのような出来だった。
- 第7回・第8回 佐藤・井上が休み。茅原一人で進行。第8回に森永理科がゲスト出演。
- 第9回 9回目にして初めて全員が集合したが、この回のみ1本録りだった。アニメの収録スタジオにてアフレコ前に収録。
- 第10回 茅原が途中参加。電話からみなきけのコーナーでアドリブではなく本当に茅原と会話した。
- 第11回  この回のみ金曜日が祝日に当たるため、木曜日に前倒しして配信。
- 第17回 佐藤の誕生日を祝いながら進行。
- 第18回 母の日が近いということで手紙を書きながら進行。途中で茅原が寝始める。ラジオで寝息が流れることに。
- 第21回 アイスが食べたいということでじゃんけんに負けた佐藤が本番中にアイスを買いに。その間二人で進行した。
- 第22回 ホラー映画「クリープショー」「エレベイテッド」を見ながら進行。佐藤のヘッドホンにノイズが入るというアクシデント。
- 第24回 井上が休み。茅原が千秋ボイスで出前を取りながら進行。
- 第25回 井上が休み。先週頼んだ出前が到着。
- 第26回 てるてる坊主を作りながら進行。サブタイトルは、イギリスのケンブリッジ大学のある研究結果に沿っている。
- 第28回 茅原が仕事でマレーシアにいるため休み。「このラジオは南家3姉妹の平凡な日常を淡々と描くものです。過度な期待はしないでください。ボリュームを最適にしてパソコンから1mは離れて聴いてくださいね。」と佐藤が言った。また、この回はふじおか式ボイスレコーダーが用意できず。
- 第29回 茅原が休み。「このラジオは南家3姉妹の平凡な日常を淡々と描くものです。過度な期待はしないでください。ボリュームを最適にしてパソコンから1mは離れて聴くんだぞー！」と井上が言った。
- 第30回  刺し固めの新作の名前が『ホサカ』に決定。井上、茅原が途中離脱。そのため、最後は佐藤一人に。電話からみなきけは井上との電話となった。

### みなみけのみなきけ おさらい（出来事）
- 第1回 これまでの放送形式とは違い、３姉妹が様々なゲストを迎えるという形で放送が開始される。第4回までは佐藤がパーソナリティを担当。
- 第5回 この回より茅原がパーソナリティを担当。
- 第7回 茅原の誕生日を祝いながら進行。佐藤と井上が過去に歌った「みなきけバンバン」の音源が披露される。
- 第9回 この回より井上がパーソナリティを担当。『みなきけ おかえり』放送時に披露した井上の「さしかため」の腕前が再び披露される。
- 第11回 この回より初めて三姉妹のうちの二人（佐藤、茅原）が集まり、パーソナリティを担当する。
- 第13回 最終回にして、初めて三姉妹が全員集合する。地上波放送時は年末（アニメイトTV配信時は年明け）だったため、年賀状を書きながら進行。翌週より、タイトルが『みなきけ ただいま』に変更されることが告知された。

### みなみけのみなきけ ただいま（出来事）
- 第1回 番組名が変更される。新年を祝い、お汁粉を食べながら進行。
- 第3回 OPおよびEDテーマソングが初披露される。佐藤と茅原が誕生日が近い井上をトイレットペーパーアートでお祝いする。
- 第4回 「おさらい」収録時に井上が高梁に教えてもらった「スムージー」を三人で作るも酷い出来となる。
- 第5回・第6回 井上が休み。第5回は恵方巻を作り、食べながら進行。
- 第7回 3人の誕生日の間を取って、この回に誕生日会を開催。3人で「みなきけバンバン」を歌う。
- 第9回 目玉焼きの食べ方が「塩コショウ派」「醤油派」「ソース派」に分かれた３人が、実際にそれぞれ調理し披露する。また、その調理の模様が第9回〜第11回に渡って一人ずつ放送される。
- 第12回 将棋くずしをしながら放送が始まる。次週で最終回だということが告知される。
- 第13回 駄菓子パーティの準備をしながら進行。ラストは3人でお花見に出かけるという形で放送が終了する。

## ゲスト
みなみけのみなきけ
- #19 豊崎愛生（吉野役）
- #20 森永理科（マコト／マコちゃん役）
- #29 喜多村英梨（内田役）
- #35 小野大輔（保坂役）

みなきけ おかえり
- #5 小林ゆう（「今日の5の2」／佐藤リョータ役）
- #8 森永理科（マコト／マコちゃん役）

みなみけのみなきけ おさらい
- #1,2,7,8 小野涼子（アツコ役）
- #3,4 森永理科（マコト／マコちゃん役）
- #5,6 浅沼晋太郎（タケル役）
- #9,10 高梁碧（リコ役）

## 主題歌
みなみけのみなきけ
- オープニングテーマ
  - 夢航海路（第3回 - 第16回 『経験値上昇中☆』C/W 2007年10月24日発売）
  - HAPPY☆MYらいふ（第17回 - 『ココロノツバサ』C/W 2008年1月23日発売）

- エンディングテーマ
  - 経験値上昇中☆（第3回 2007年10月24日発売）
    - カラオケ版（第5回）

  - カラフルDAYS（第4回・第6回 2007年11月21日発売）
  - 微笑みサンセット（第7回 - 第16回 『カラフルDAYS』C/W 2007年11月21日発売）
  - ココロ晴れマーク（第17回 - 『その声が聴きたくて』C/W 2008年2月6日発売）

みなきけ おかえり
- オープニングテーマ
  - トリプルLOVE 〜うちへおいでませ〜（第3回 - 『経験値速上々↑↑』C/W 2009年1月21日発売）

- エンディングテーマ
  - ワンモア!（第3回 - 『絶対カラフル宣言』C/W 2009年1月21日発売）

みなみけのみなきけ おさらい
- オープニングテーマ
  - 夢航海路（第1回 - 第4回）
  - HAPPY☆MYらいふ（第5回 - 第8回）
  - トリプルLOVE 〜うちへおいでませ〜（第9回 - 第13回）

- エンディングテーマ
  - 微笑みサンセット（第1回 - 第4回）
  - ココロ晴れマーク（第5回 - 第8回）
  - ワンモア!（第9回 - 第13回）

みなみけのみなきけ ただいま
- オープニングテーマ
  - シアワセ☆ハイテンション↑↑（第1回 - 第2回 2013年1月23日発売）
  - トリプル＊アテンション（第3回 - 『シアワセ☆ハイテンション↑↑』C/W）

- エンディングテーマ
  - 急接近ラッキーDAYS（第1回 - 第2回 2013年1月23日発売）
  - 日常カレンダー（第3回 - 『急接近ラッキーDAYS』C/W）

## リリース
- みなみけDJCD「みなみけのみなきけ」Vol.1（2008年3月26日発売）
  - 初回生産分には、番組内で連載していた「先生と二宮くん」第1巻が付属。
- みなみけDJCD「みなみけのみなきけ」Vol.2（2008年5月21日発売）
  - 初回生産分には、番組内で連載していた「先生と二宮くん」第2巻が付属。(表紙は第16回の写真を参考にしている。)
- みなみけDJCD「みなみけのみなきけ」SP1（2008年6月25日発売）
  - 初回生産分には、番組内で連載していた「先生と二宮くん」第3巻が付属。
- みなみけDJCD「みなきけおかえり」Vol.1（2009年5月27日発売）
  - 初回生産分には、番組内で連載していた「ひがしけ」第1巻が付属。
- みなみけDJCD「みなきけおかえり」Vol.2（2009年7月23日発売）
  - 初回生産分には、番組内で連載していた「ひがしけ」第2巻が付属。
- みなみけDJCD「みなきけおかえり」Vol.3（2009年8月26日発売）
  - 初回生産分には、番組内で連載していた「ひがしけ」…と呼べるのかも怪しい3姉妹による描き下ろし交換マンガが付属
- みなみけ ただいま DJCD Vol.1（2013年4月24日発売）
- みなみけ ただいま DJCD Vol.2（2013年7月24日発売）

## DJCD
インターネットラジオ『みなみけのみなきけ』、『みなきけおかえり』、『みなみけのみなきけ ただいま』のラジオCD。2008年3月26日から2013年7月24日までフロンティアワークスから発売された。

### みなみけのみなきけ (DJCD)

#### Vol.1
CDジャケットには、南春香、南夏奈、南千秋が描かれている。初回特典としてパーソナリティの佐藤利奈、井上麻里奈、茅原実里が描いたマンガ「先生と二宮くん」が封入されている。ボーナストラックとして、三姉妹オリジナル誕生日ソングが収録されている。
収録内容
| トラック | トラック名                                       | 時間  |
| -------- | ------------------------------------------------ | ----- |
| 01       | 玄関からみなきけ                                 | 9:38  |
| 02       | ホットケーキの悪夢再び!?                         | 14:07 |
| 03       | Happy birthday dear minorin                      | 13:12 |
| 04       | 年越しカウントダウン生放送（?）                  | 11:47 |
| 05       | クイズみなきけ三姉妹                             | 5:04  |
| 06       | 思い出からみなきけ〜ベッドからみなきけ           | 10:59 |
| 07       | 三姉妹オリジナル誕生日ソング（ボーナストラック） | 1:26  |

#### Vol.2
CDジャケットには、南春香、南夏奈、南千秋が描かれている。 初回特典としてパーソナリティの佐藤利奈、井上麻里奈、茅原実里が描いたマンガが封入されている。ゲストとして、喜多村英梨、豊崎愛生、森永理科が出演している。
収録内容
| トラック | トラック名                             | 時間  |
| -------- | -------------------------------------- | ----- |
| 01       | 玄関からみなきけ                       | 11:35 |
| 02       | dear marina                            | 13:53 |
| 03       | みなきけにいらっしゃい                 | 14:38 |
| 04       | 高級ジュースで『かっ』                 | 9:21  |
| 05       | 思い出からみなきけ〜ベッドからみなきけ | 24:33 |

#### SP1
CDジャケットには、南春香、南夏奈、南千秋が描かれている。初回特典としてパーソナリティの佐藤利奈、井上麻里奈、茅原実里が描いたマンガが封入されている。 本作の収録は、スタジオではなく、本物の家の中で収録された。
収録内容
| トラック | トラック名                            | 時間  |
| -------- | ------------------------------------- | ----- |
| 01       | 玄関からみなきけ                      | 4:11  |
| 02       | キッチンからみなきけ                  | 9:30  |
| 03       | ダイニングからみなきけ                | 12:27 |
| 04       | クローゼットからみなきくな 〜長女編〜 | 2:43  |
| 05       | ペアでおかたづけ                      | 6:06  |
| 06       | 茶の間からみなきけ                    | 8:46  |
| 07       | 風呂場からみなきくな 〜次女編〜       | 4:02  |
| 08       | 風呂場からみなきけ                    | 8:48  |
| 09       | ベランダからみなきくな 〜三女編〜     | 4:48  |
| 10       | みなきけからおやすみ                  | 8:54  |

### みなきけおかえり (DJCD)

#### Vol.1（第2期）
CDジャケットには、南春香、南夏奈、南千秋が描かれている。初回製造分にはパーソナリティの佐藤利奈、井上麻里奈、茅原実里が描いたオリジナルマンガ第1巻「交換マンガ『ひがしけ』 1」が封入されている。
収録内容
| トラック | トラック名                             | 時間  |
| -------- | -------------------------------------- | ----- |
| 01       | 玄関からみなきけ                       | 10:37 |
| 02       | アルバムからみなきけ その1             | 12:27 |
| 03       | アルバムからみなきけ その2             | 5:46  |
| 04       | アルバムからみなきけ その3             | 12:43 |
| 05       | 思い出からみなきけ〜ベッドからみなきけ | 21:08 |

#### Vol.2（第2期）
CDジャケットには、南春香、南夏奈、南千秋が描かれている。初回製造分にはパーソナリティの佐藤利奈、井上麻里奈、茅原実里が描いたオリジナルマンガ第2巻「交換マンガ『ひがしけ』 2」が封入されている。
収録内容
| トラック | トラック名                           | 時間  |
| -------- | ------------------------------------ | ----- |
| 01       | 玄関からみなきけ                     | 6:48  |
| 02       | 体操しながらみなきけ                 | 7:25  |
| 03       | アルバムからみなきけ                 | 19:03 |
| 04       | 五七五をみなきけ                     | 15:54 |
| 05       | 縁側からみなきけ〜ベッドからみなきけ | 12:08 |

#### Vol.3（第2期）
CDジャケットには、南春香、南夏奈、南千秋が描かれている。初回製造分にはパーソナリティの佐藤利奈、井上麻里奈、茅原実里が描いたオリジナルマンガ第3巻「交換マンガ『ひがしけ』 3」が封入されている。
収録内容
| トラック | トラック名                                 | 時間  |
| -------- | ------------------------------------------ | ----- |
| 01       | みのりんに内緒でみなきけ〜玄関からみなきけ | 12:06 |
| 02       | 茶の間からみな祝え その1                   | 7:38  |
| 03       | 茶の間からみな祝え その2                   | 8:22  |
| 04       | アルバムを見ながらみな祝え                 | 16:46 |
| 05       | 卓球しながらみなきけ                       | 8:51  |

### みなみけのみなきけ ただいま (DJCD)

#### Vol.1（第3期）
CDジャケットには南春香、南夏奈、南千秋が描かれている。
収録内容
| トラック | トラック名              | 時間  |
| -------- | ----------------------- | ----- |
| 01       | オープニング            | 7:52  |
| 02       | お花見会場からみなきけ1 | 11:38 |
| 03       | カラオケでみな唄え      | 7:17  |
| 04       | お花見会場からみなきけ2 | 8:12  |
| 05       | だるまさんがみな転べ    | 9:13  |
| 06       | おひらき                | 4:04  |

#### Vol.2（第3期）
CDジャケットには南春香、南夏奈、南千秋が描かれている。
収録内容
| トラック | トラック名                 | 時間  |
| -------- | -------------------------- | ----- |
| 01       | 待ち合わせ場所からみなきけ | 3:13  |
| 02       | 射的でみな倒せ             | 11:13 |
| 03       | 美しく型抜け               | 13:36 |
| 04       | 色んなものにわたあめ       | 13:15 |
| 05       | 打ち上げ花火をみな見ろ     | 5:49  |